# Gustav Trautenberger
Dr. phil. et Lic. theol. Gustav Trautenberger (30. července 1836 v obci Rutzenmoos – 25. června 1902 v Curychu) byl evangelický duchovní, církevní historik a významná osobnost německé kultury v Brně 2. pol. 19. století.

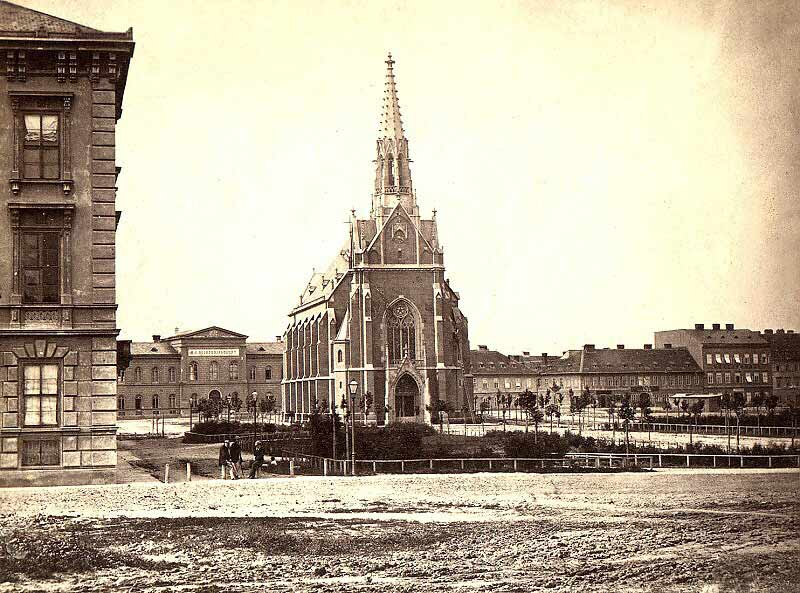
Kristův kostel v Brně

V letech 1858–1902 působil v evangelickém sboru v Brně. Zasloužil se o výstavbu Kristova kostela, dokončeného v r. 1864. Zastával též úřad seniora.
Je autorem několika prací o dějinách protestantismu na Moravě.